# SN 2001gc
SN 2001gc – supernowa typu Ia odkryta 21 listopada 2001 roku w galaktyce UGC 3375. W momencie odkrycia miała maksymalną jasność 16,20m.